# Liste der Fornminnen in Holm

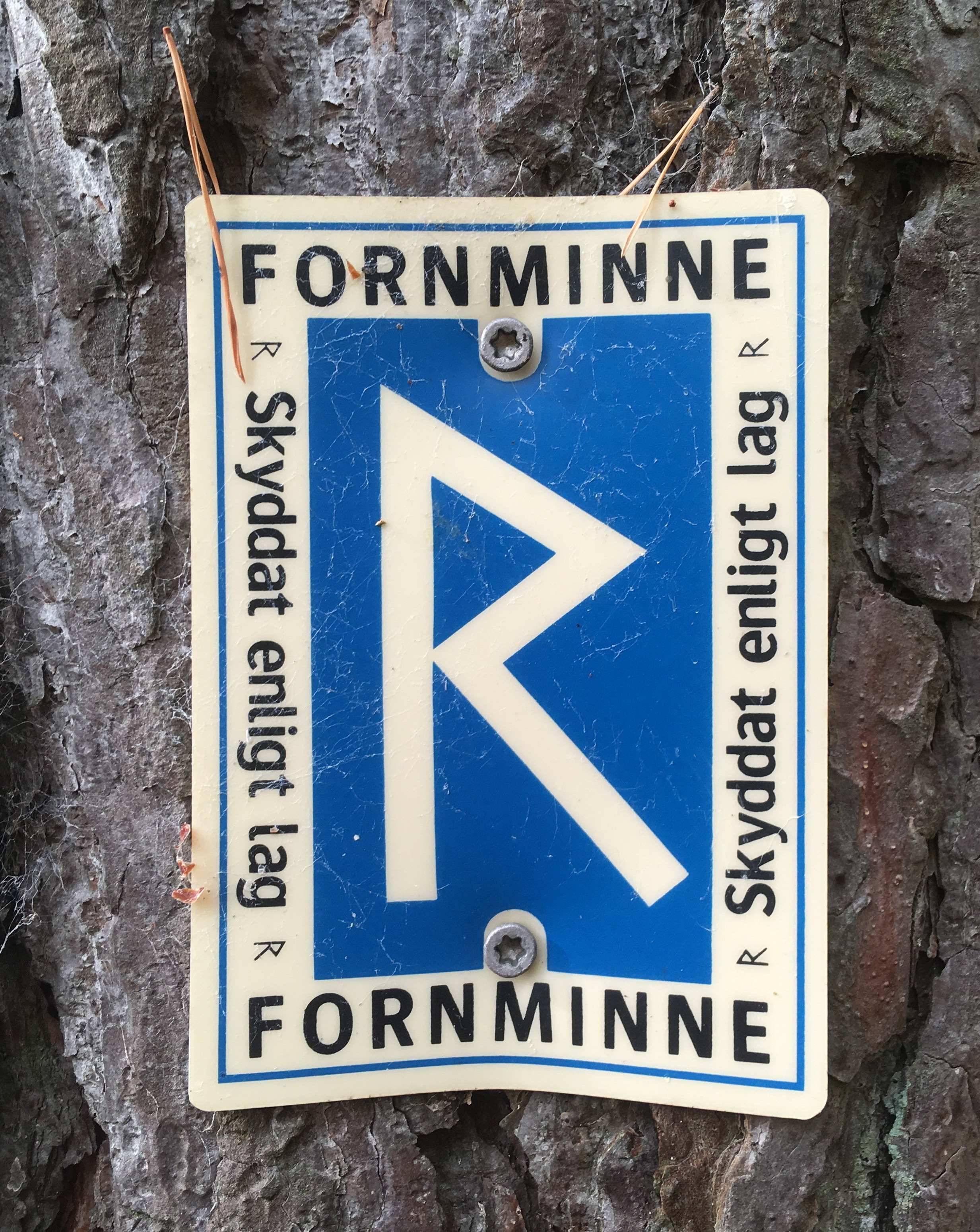
Zeichen für „Fornminnen“ in Schweden

Diese Liste der Fornminnen in Holm zeigt die „Alten/antiken Denkmale“ (schwedisch fornminnen) im ehemaligen Socken Holm in der heutigen Gemeinde Sundsvall der schwedischen Provinz Västernorrlands län, sie ist eine Teilliste der „Liste der Fornminnen in Västernorrland“. Die Aufteilung basiert auf der historischen Zuordnung der Gebiete in Socken (siehe auch) und der Einteilung des Zentralamts für Denkmalpflege Riksantikvarieämbetet (RAÄ). Es werden die Fornminnen aufgeführt, die auf dem Suchdienst „Fornsök“ registriert sind, welcher weitere Informationen zu den bekannten kulturhistorischen Überresten in Schweden enthält.

## Begriffserklärung
Fornminnen (schwedisch für alte/antike Denkmale oder archäologische Funde) sind in Schweden alte Objekte und archäologische Funde (Fornlämningar), welche die Überreste menschlicher Aktivitäten in der Vergangenheit bezeichnen, die durch frühere Nutzung entstanden sind und dauerhaft aufgegeben wurden. Dabei gilt für Fornminnen, die vor 1850 entstanden sind, dass sie automatisch durch das Gesetz geschützt sind. Aber auch jüngere Überreste können zu Bodendenkmalen erklärt werden, wenn sie sich an ihrem ursprünglichen Standort befinden und weitgehend erdgebunden sind. Als Fornminnen zählen u. a. Siedlungen und Siedlungsreste aus prähistorischer Zeit, Gräber und Grabstätten, Burgruinen, Ruinen von Klöstern, Kirchen und Schlössern, Steine und Felsen mit Inschriften und Bildern (z. B. Runensteine und Petroglyphen), insofern sie nicht schon als Einzeldenkmal unter Byggnadsminnen (schwedisch für Baudenkmale) oder kyrkliga Kulturminnen (schwedisch für kirchliches Kulturgut) ausgewiesen sind.

## Legende
| ID           | = | ID.Nr. des Denkmalregisters (Fornsök) im schwedische Amt für nationales Kulturerbe (Riksantikvarieämbetet (RAÄ)) |
| Lage         | = | Koordinatenangabe des Standorts                                                                                  |
| Bezeichnung  | = | Bezeichnung des Denkmalobjekts (auch RAÄ-Nr.)                                                                    |
| Beschreibung | = | Name (Denkmaltyp/Dokumentenverweis im Arkivsök) sowie eine kurze Beschreibung des Objekts                        |
| Bild         | = | Bild des Objekts sowie Verweis auf weitere Bilder                                                                |

## Liste Fornminnen Holm
| ID             | Lage    | Bezeichnung (RAÄ-Nr.) | Beschreibung | Bild           |
| -------------- | ------- | --------------------- | --- | -------------- |
| 10246800260001 | (Karte) | Holm 26:1             | Holm 26:1 (Kapelle/Kirchenruine / L1936:9386) Standort der alten Kirche von Holm am Ostufer des Südostausläufers des Sees Holmsjön (die heutige Kirche von Holm steht etwa 200 m nordöstlich); die heute noch vorhanden Reste der ehemaligen Kirche (wahrscheinlich schon um 1794 abgerissen) bestehen aus einem 9 x 7 m großen niedrigen Wall aus grauen Steinen an dessen Südwestende ein 3,5 m hohes Holzkreuz aufgestellt ist (Bildnachweis). 1946 wurde das Areal untersucht und dabei ein heute überwachsenes 12 x 9 m großes Fundament festgestellt. In alten Aufzeichnung soll die Kirche im Jahre 1311 bereits erwähnt sein, auf Karten von 1702 und 1704 ist sie noch verzeichnet. | Weitere Bilder |
| 10246800490001 | (Karte) | Holm 49:1             | Holm 49:1 (Steinsetzung / L1936:8708) mittlere von 3 benachbarten Steinsetzungen am Nordufer des Sees Holmsjön, etwa 2 km südwestlich der Ortschaft Vike; rund mit ca. 4 m Durchmesser | Weitere Bilder |
| 10246800490002 | (Karte) | Holm 49:2             | Holm 49:2 (Steinsetzung / L1936:8707) westliche von 3 benachbarten Steinsetzungen am Nordufer des Sees Holmsjön, etwa 2 km südwestlich der Ortschaft Vike; rund mit ca. 3 m Durchmesser | Weitere Bilder |
| 10246800490003 | (Karte) | Holm 49:3             | Holm 49:3 (Steinsetzung / L1936:9343) östliche von 3 benachbarten Steinsetzungen am Nordufer des Sees Holmsjön, etwa 2 km südwestlich der Ortschaft Vike; rund mit ca. 2,5 m Durchmesser | Weitere Bilder |
| 10246800710001 | (Karte) | Holm 71:1             | Holm 71:1 (Siedlungsplatz / L1936:8038) steinzeitliche Siedlungsfläche am Südufer des Sees Holmsjön entlang der Steilküste an einer Landzunge nördlich des ca. 300 m hohen Hügels Hassjöberget, etwa 2 km nördlich der Ortschaft Sunnansjö, mit einer Ausdehnung von etwa 160 x 30 m, bestehend aus Funden von Asbestkeramik sowie Werkzeugen aus Hornstein- und Quarzscherben; oberhalb der Steilküste befindet sich das Hügelgrab Holm 71:2 (L1936:8106). | Weitere Bilder |
| 10246800710002 | (Karte) | Holm 71:2             | Holm 71:2 (Hügelgrab / L1936:8106) rundes (etwa 9 m Durchmesser) Hügelgrab oberhalb der Steilküste des Siedlungsplatz Holm 71:1 (L1936:8038) am Südufer des Holmsjön, befindet sich etwa 2 km nördlich der Ortschaft Sunnansjö, von wo aus ein Pfad hinführt; mittig mit 2 m Durchmesser großen Grube, mit Moos und jungen Bäumen bewachsen | Weitere Bilder |
| 12000000128024 | (Karte) | Holm 228              | Holm 228 (Mühle / L1934:708) Standort und Reste einer ehemaligen Mühle am Bachlauf des nördlichen Zufluss (genannt „Näveråbäcken“) des Sees Holmsjön, etwa 2 km nördlich der Ortschaft Vike; bestehend aus einem etwa 12 m langen Kanal am Ostufer des Baches und mehreren Steinschüttungen, wovon die Größte (ca. 2 x 1,2 m) am Bachrand wahrscheinlich ein ehemaliges Brückenwiderlager trug, deren Brücke auf einer Karte im 18. Jahrhundert verzeichnet war. | Weitere Bilder |